# Державний устрій

Форми державного устрою країн світу, станом на 2007 рік:
Унітарні держави
Федерації

Держа́вний у́стрій (англ. Forms of government) — територіальна або національно-територіальна організація держави, що характеризує просторову організацію влади та державне самовизначення населення (нації), що на ній проживає. Тобто спосіб поділу держави на певні складові частини та розподіл влади між ними. Державний устрій кожної країни зумовлюється її суспільно-політичним ладом. Він відбиває правове становище як держави в цілому, так її окремих складових частин, взаємовідносини між ними.
Державний устрій визначає:
- принцип поділу території держави на складові елементи;
- спосіб організації населення на певній території;
- рівень врахування інтересів національних меншин шляхом надання територіям їхнього проживання певних повноважень щодо територіального самоврядування;
- наявність або відсутність у складових держави ознак політичної самостійності та державності;
- взаємовідносини між різними рівнями державних органів влади[2].

## Форми
У сучасному світі існують дві основні, федеративна (складна) й унітарна (проста), та одна додаткова, конфедеративна (союзна), форми державного політичного устрою.

### Федеративна

Федеративні держави світу

Складна форма державного устрою, що характеризується наявністю національно-державних утворень (штатів, земель, республік, автономій). Вона утворюється на підставі договору між суб'єктами, кожен з яких зберігає юридично визначену політичну самостійність і ознаки державності. Прикладами таких держав виступають Сполучені Штати Америки, Сполучені Штати Мексики, Німеччина.
Ознаки федерації:
1. Територія складається із територій її суб'єктів, які можуть встановлювати власний адміністративно-територіальний поділ.
2. Два рівня органів державної влади і управління — федерації та її суб'єктів
3. Характерним є двопалатний парламент, в якому одна з палат представляє інтереси суб'єктів федерації.
4. Законодавство складається із законодавства федерації і законодавства суб'єктів федерації, яке не може суперечити законодавству федерації.
5. Суб'єкти федерації не є суб'єктами міжнародного права, але у міжнародних договірних відносинах у разі надання відповідних повноважень від федерації суб'єктам федерації останні можуть брати участь у міжнародних договірних відносинах самостійно. Федеральна влада при цьому має виключне право контролювати впровадження зовнішньої політики.
6. Можливість дворівневої системи судових та правоохоронних органів.
7. Наявність зовнішніх атрибутів (столиця, прапор, герб, гімн) федерації і суб'єктів федерації.

Федеративні держави класифікуються за різними критеріями.
За способом утворення:
- Договірні федерації виникають на підставі договору між суб'єктами про створення федеративної держави. Особливістю таких федерацій є те, що суб'єкти федерації в договорі можуть вимагати для себе надання окремих суверенних прав.
- Конституційні федерації закріплюються в конституції, що приймається суб'єктами федерації чи затверджується ними (наприклад, США 1787 року). В таких федераціях усі їх суб'єкти мають рівний обсяг повноважень.
- Конституційно-договірні федерації виникають на основі договору і підтверджуються прийняттям конституції.

За змістовним критерієм:
- - Територіальні федерації — за основу поділу території на території суб'єктів федерації взято ландшафт місцевості, густоту населення, господарсько-економічні зв'язки та ін. (США, Мексика, Бразилія). Такі федерації є досить стійкими і стабільними.
  - Національні федерації — за основу поділу на суб'єкти взято національний склад населення суб'єктів федерації (колишні Чехословаччина, Югославія). Як показала практика, федерації, побудовані за національним критерієм, є нестабільними. Тут завжди є небезпека розбіжностей між національностями, що може призвести до їх розпаду.
  - Змішані федерації — за основу поділу взято обидва попередні критерії.

За способами здійснення владних повноважень:
- Централізовані федерації — їх суб'єкти обмежені у прийнятті рішень на місцевому рівні (Індія, Мексика, Бразилія);
- Децентралізовані федерації — їх суб'єкти мають широкі повноваження у регулюванні власних внутрішніх питань.

За характером владних повноважень між суб'єктами:
- Симетричні — всі суб'єкти мають однаковий політико-правовий статус;
- Асиметричні — суб'єкти мають різний політико-правовий статус.

### Унітарна

Унітарні держави світу

Унітарна держава — така форма територіально-адміністративного устрою держави, коли в її складі відсутні інші відокремлені державні утворення. Більшість держав, які існували в минулому й існують сьогодні, є унітарними. Перевагою унітарної держави є ефективність керування, надійного забезпечення державної єдності і цілісності. Прикладами таких держав виступають Франція, Україна, Фінляндія.
Ознаки унітарності держави:
1. Повна політична єдність на всій її території.
2. Єдині вищі органи державної влади (глава держави, парламент, уряд, судові органи та ін.), яким підпорядковуються підконтрольні місцеві органи.
3. Єдиний адміністративно-територіальний поділ. Відсутні відокремлені територіальні утворення, що мають ознаки суверенності.
4. Єдина для всієї держави система законодавства.
5. Управління єдиними збройними силами і правоохоронними органами здійснюється центральними органами державної влади.
6. Єдине громадянство, грошова система.
7. Одноособове представництво від усієї держави у міжнародних взаємовідносинах на рівні держав.

За ступенем залежності місцевих органів від центральної влади унітарні держави поділяються на:
- Централізовані — місцеві органи державної влади очолюють керівники, що призначені із центру і їм підпорядковуються органи місцевого самоврядування (Фінляндія).
- Децентралізовані — місцеві органи влади мають значну самостійність у вирішенні питань місцевого життя (Велика Британія, Данія, Грузія).
- Змішані — присутні ознаки централізації і децентралізації (Японія, Туреччина, Україна).

#### Україна
Згідно 2 статті Конституції України, основного закону держави, Україна за формою державного устрою є унітарною державою, суверенітет якої поширюється на всю її територію. На території України відсутні будь-які інші територіальні або національні утворення, територія держави в межах її кордонів є цілісною і недоторканною. Державний устрій України є простим, однак характеризується особливістю, пов'язаною з існуванням Автономної Республіки Крим, якій надано дещо більші права у процесі вирішення питань самоврядування, ніж адміністративно-територіальним одиницям. Після подій Революції Гідності 2014 року, цей статус став приводом для збройної агресії з боку Російської Федерації та взагалі загрозою існування державного ладу.

### Інші складні
Деякі автори вважають складними формами державного устрою також конфедерацію, імперію (Британська імперія), унію, співтовариство та співдружність (Співдружність Незалежних Держав). Асоційованість цих форм та збереження повної самостійності суб'єктів ставлять під сумнів існування їх як цілісних держав.
Конфедерація — складна історична форма державного устрою, тимчасовий союз держав, який створюється для досягнення політичних, економічних, культурних та інших цілей, без самостійного наддержавного суверенітету. На початку XXI століття часткові ознаки конфедеративної форми державного устрою присутні в Європейського Союзу. Конфедерації мають нестійкий, перехідний характер — або розпадаються, або еволюціонують у федерацію.
Ознаки конфедерації:
1. Відсутність спільної для всієї конфедерації єдиної території і державного кордону.
2. Відсутність загальних законодавчих органів і системи управління.
3. Відсутність загальних для всієї конфедерації конституції, системи законодавства, громадянства, судової та фінансової систем.
4. Відсутність суверенітету конфедерації, збереження суверенітету і міжнародно-правового статусу учасників конфедерації.
5. Наявність загального конфедеративного органу, що складається з делегатів суверенних держав.
6. Рішення загальних конфедеративних органів, прийняте за принципом консенсусу; у разі незгоди з ним членів конфедерації не є обов'язковим і не спричиняє ніяких санкцій (право нуліфікації, тобто відхилення).
7. Наявність права виходу зі складу конфедерації у кожного з її суб'єктів.